# تشن فينغ (رجل أعمال)
تشن فينغ (صيني: 陈峰؛ من مواليد 1953 في 1953 في هوتشو ‏) هو رجل أعمال صيني. فهو مؤسس شركة أتش أن أيه جروب ومجموعة خطوط هاينان الجوية.
في مايو 2017، انخفضت أسهم مجموعة أتش أن أيه جروب بنسبة ٪16.7، وهو أكبر انخفاض لها منذ 18 نوفمبر 2015، في أعقاب مزاعم رجل الأعمال غيو وينغي حول وجود صراع داخلي واختلافات بين الزعماء الصينيين، على الرغم من أنه لا يمكن إثبات السبب المباشر.